# Wilhelm Ludvig af Württemberg
Wilhelm Ludvig af Württemberg (født 7. januar 1647 i Stuttgart, død 23. juni 1677 i Hirsau) regerede som hertug af Württemberg fra 1674 til sin død i 1677. Han giftede sig i 1663 med Magdalena Sibylla af Hessen-Darmstadt. De fik fire børn sammen.
Wilhelm Ludvig døde i en alder af 30 år i 1677. Derfor blev hans dronning regent, indtil den næste tronarving Eberhard Ludvig af Württemberg blev myndig i 1693.